# Santa María Tepantlali
Santa María Tepantlali là một đô thị thuộc bang Oaxaca, Mexico. Năm 2005, dân số của đô thị này là 2315 người.